# Марсія Ленор Кінг
Марсія Ленор Кінг (англ. Marcia Lenore King), раніше відома як Бакскін Гьорл (англ. Buckskin girl) — жертва вбивства, виявлена в 1981 році у Троє, округ Маямі, штат Огайо. Відома своєю особливою зачіскою разом із замшевою курткою, яку вона носила. Жертва ймовірно була вбита серійним вбивцею, який вбив багатьох повій або танцівниць в цьому районі, але в її випадку не було виявлено ознак сексуального насильства. Майже через 37 років після того, як її тіло було виявлено, відділ шерифа округу Маямі офіційно ідентифікував жертву як Марсія Кінг, що зникла з Арканзасу близько 1980 року. На момент смерті Кінг мала 21 рік. 

## Ідентифікація
Жертва була виявлена протягом тридцяти шести - п'ятдесяти годин з її смерті на державній трасі штату Огайо 55, недалеко від Грінлі-роуд у Ньютон-Тауншип, Трой, штат Огайо, після того як поліція відповіла на заклик, в якому говорилося, що було знайдено тіло жінки[недоступне посилання з листопадаа 2019], що лежить уздовж дороги. Перехожий вперше помітив пончо жертви і незабаром виявив її тіло.
Тіло лежало обличчям вниз, а жертва мала ознаки травми голови та задушення. Її туфлі були відсутні на місці.
Влада вважала, що її вбили в іншому місці і залишили на дорозі вже після її смерті. Деякі вважають, що можливо вона була швидкою підлітком або жертвою серійного вбивці, який вбив кількох повій у регіоні. Однак на місці не було виявлено ознак зґвалтування або іншої сексуальної активності, що вказує на те, що дівчина не була повією. Через відсутність взуття деякі вважають, що можливо вони були знаряддям вбивства чи заподіяння шкоди. Вийшов у відставку слідчий заявив, що жертва ймовірно не була з того району, де була знайдена.

## Опис
Рудувато-коричневе волосся молодої жінки було заплетене в кіски по обидва боки її голови. Для утримання коси на місці використовувалися сині гумові стрічки. Очі її були «світло-карі», і на її обличчі було багато веснянок. Її ніс був описаний як «дуже загострений». Було сказано, що вона була доглянутою, а всі її зуби, в тому числі зуби мудрості, перебували у хорошому стані і не мали ознак пломбування або інших стоматологічних робіт, за винятком фарфорової коронки на її верхньому правом резце. Повідомлялося, що жертва мала «нормальне» кількість лобкових волосся червонувато-коричневого кольору, що вказує на те, що вона не фарбувала волосся. У жертви був червонуватий колір обличчя, що вказувало на те, що вона провела багато часу на свіжому повітрі. Її зріст був між 1,52 і 1,62 м, а маса тіла становила 56,7-59 кг. На тілі також було виявлено кілька шрамів, включаючи вертикальний шрам під підборіддям, на одному зап'ясті, руках та кісточці. Її розмір бюстгальтера був 32D.
На ній були джинси Wrangler, коричневий візерунчастий светр з капюшоном, білий бюстгальтер, а також штани з оленячої шкіри з фіолетовою підкладкою, які здавалося були ручної роботи. На ній не було ані взуття, ані шкарпеток.

## Розслідування
Тіло було розкрите у другій половині того ж дня, коли воно було виявлено. Коронер, що офіційно постановив її смерть як результат удушення. Ранні зусилля з виявлення Бакскин Герл призвели до створення ескізу особи, яка 28 квітня 1981 року було опубліковано в місцевих газетах і телеканалах. В результаті залучення засобів масової інформації досліджували близько двохсот потенційних клієнтів, однак жодне з досліджень не призвело до якого-небудь рішення. Зрештою вона була похована, але її одяг залишився на зберіганні в місцевому поліцейському управлінні.
Невдовзі після смерті жертви вдалося отримати відбитки її пальців. Також були взяті зліпки її зубів і ДНК. Хоча ці три елементи вважаються життєво важливими для ідентифікації тіла, ідентифікувати вони її не змогли. Приблизно 165 зниклих безвісти жінок і дівчаток були виключені як можливі особистості жертви, в тому числі Тіна Кемп, Памела Харві Руссо і Карен Зендроски. Деякі вважали, що вона була швидкою підлітком або волоцюгою, хоча її прекрасна особиста гігієна передбачала, що у неї був доступ до засобів гігієни незадовго до її смерті. Оскільки її тіло було розташоване поблизу міської дороги, а не у шосе, ймовірність того, що вона бродяжила протягом значного періоду часу, спочатку вважалася украй малою.
У 2016 році Національний центр по справах зниклих та експлуатованих дітей випустив судову реконструкцію жертви і додав її справу на свій вебсайт зображуючи її з її плетеними кісками і без них [Архівовано 22 серпня 2017 у Wayback Machine.]. Пізніше в тому ж році Управління поліції округу Маямі затвердив судово-палінологічну експертизу одягу жертви, на підставі результатів якої з'ясувалося, що вона проводила час у північно-східній частині Сполучених Штатів, а також у західній частині країни або в північній Мексиці. На деяких її речах також були виявлені частинки сажі, що передбачало, що вона перебувала в густонаселеному регіоні і швидше за все поруч з транспортними засобами.

## Припущення про серійного вбивцю
Деякі дослідники припускають, що Марсія Кінг була першою з багатьох жертв, убитих невідомим серійним вбивцею, який здійснював свої вбивства в Огайо в 1980-х і 1990-х роки, продовжуючи аж до 2004 року. Передбачалося, що такий серійний вбивця вбив приблизно 7-10 інших жінок, імовірно повій та екзотичних танцівниць, в Огайо. У 1991 році на прес-конференції було оголошено про створення цільової групи, яка намагалася пов'язати різні вбивства в Огайо, Нью-Йорку, Пенсильванії та Іллінойсі. Ці випадки були первісно пов'язані репортером, який виявив схожість між невирішеними вбивствами в цій області.
В одному з епізодів Unsolved Mysteries випадок був коротко деталізований разом з кількома іншими випадками, пов'язаними з невстановленим серійним вбивцею. Програма зв'язала Бакскин Герл з вбивствами Ширлі Ді Тейлор, Ганни Марі Паттерсон, Хеврон Джейн Доу та іншими випадками вбивств. Всі жертви були побиті або задушені, а деякі предмети одягу або прикраси зникли безвісти. На Бакскин Герл не було коштовностей або прикрас, її взуття була знята, і померла вона так само, як і інші жертви.
Однак є кілька вказівок, що заперечують цю теорію. Коли Бакскин Герл була знайдена, у неї хоч і були відсутні туфлі, але не було ніяких ознак прояву сексуальної активності до моменту смерті. Крім того, на відміну від багатьох інших жертв вона була досить енергійною. У деяких жертв, таких як Хеврон Джейн Доу, були ознаки прояву сексуальної активності до моменту їх смерті, що вказувало на те, що вони були повіями. Ще факт, який не вписується в цю теорію: тіло Паттерсон було обгорнуте в спальний мішок і, ймовірно, зберігалося в охолодженій зоні «майже місяць», перш ніж було викинуто на узбіччі шосе.
Вважається, що жінки, які можливо були жертвами серійного вбивці, могли зустріти чоловіка на стоянці вантажівок з метою пошуку клієнтів для секс-послуг. У випадку з Анною Марі Паттерсон був підозрюваний, ідентифікований по CB-радіо як «Доктор Ні», який, як вважають, знаходиться у віці від 25 до 40 років. Чоловік Паттерсон, який був по суті її сутенером, заявив, що їй було незручно приймати від нього замовлення, оскільки інші місцеві повії заявили, що вони з підозрою ставляться до цієї людини і не хочуть з ним зустрічатися. Поліція підозрювала, що ця людина, можливо, і був її вбивцею, і що він також міг бути причетний до смерті Бакскин Герл.
Раніше передбачалося, що вона була жертвою різного роду вбивств, відомих як низка вбивств рудоволосих (англ. Redhead murders), але ця теорія була виключена. В ході попередніх припущень також було встановлено зв'язок з вбивством 27-річної жінки у лютому 1981 року, але поліція ніколи офіційно не заявляла про зв'язок між цими двома вбивствами.

## Ідентифікація
У 2018 році справа Бакскін Гьорл була передана в некомерційну організацію "DNA Doe Project." В ході аналізу ДНК жертви була встановлена її особистість. Нею виявилася Марсія Ленор Кінг. Вона була родом з Літл-Рок, штат Арканзас. Настільки довга ідентифікація особистості дівчини ймовірно пов'язана з відсутністю офіційної заяви сім’ії про зникнення  Марсії. Незважаючи на це, сім'я продовжувала шукати її. Мати Кінг проживала в тому ж місці і користувалася тим же телефонним номером, на випадок, якщо її донька коли-небудь зв'яжеться з нею.